# Йесенице
Йесенице (на словенски: Jesenice; на немски: Aßling, Аслинг) е град в северозападната част на Словения, близо до границите с Италия и Австрия. Разположен е на река Сава Долинска, която на юг от града се слива с река Сава Бохинска и образува Сава. Населението на града е 12 926 души (по приблизителна оценка от януари 2018 г.), а с общината населението е 21 620 души. Името на града идва от словенската дума Jêsen – есен.

## География и транспорт
Йесенице е разположен на 70 км северозападно от Любляна и на 10 килиметра северозападно от Блед. Австрийската граница сев намира на близо 5 км на север, а италианската – приблизително на 30 км на запад. Градът се намира на железопътната и шосейната връзка Любляна-Филах. Още един път води през Кранска Гора към италианския град Тарвизио.
Градът се намира в долината на р. Сава Долинска, граничаща на север с масива Караванке, а на юг – с Межакла, които принадлежат на Юлийските Алпи.

## История
Немското название на града – Аслинг – за първи път е споменато през 1004 г. в същия документ, където е упоменат за първи път и Блед. След 11 век главните земевладелци по тези земи са херцозите на Ортенбург. Постепенно населението се увеличава заради големите находища на руди. Първоначално селище на миньори, добиващи желязна руда по склоновете на масива Караванке, през 1538 г. то се премества по долината на р. Сава, където енергията на течащата вода се използва за извличането на желязото от рудата. През периода XIII—XVI в. по долината на реката са създадени множество малки поселища, най-вече на местата, където са открити находища на желязна руда.